# Pete Quaife
Pete Quaife, né Peter Alexander Greenlaw Quaife le 31 décembre 1943 à Tavistock, dans le Devon, et mort le 24 juin 2010  à Herlev, au Danemark, est un bassiste britannique.
En 1964, il est l'un des membres fondateurs du groupe The Kinks. Il est considéré comme l’élément modérateur du groupe qui tente d'apaiser les tensions fréquentes entre les autres membres. Il est surnommé Pete the mod en raison de ses accointances avec ce mouvement culturel. Il quitte brièvement le groupe en juin 1966 à cause d'un accident de voiture qui l'empêche temporairement de jouer, mais reprend sa place en novembre de la même année. Début 1969, il quitte définitivement les Kinks pour fonder son propre groupe, Maple Oak ; il est remplacé à la basse par John Dalton, qui l'avait déjà suppléé en 1966. Quaife abandonne Maple Oak et la musique l'année suivante.
En 1990, il est présent aux côtés de Ray Davies, Dave Davies et Mick Avory pour l'entrée des Kinks au Rock and Roll Hall of Fame.